# Ласа вирус
Lassa mammarenavirus (LASV) е аренавирус, който причинява хеморагична треска при хора и други примати. LASV е патоген, изискващ ниво на биобезопасност 4 за работа и съхранение. Той е ендемичен в страните от Западна Африка, особено в Сиера Леоне, Република Гвинея, Нигерия и Либерия, където годишната честота на инфекции с Ласа вирус е между 300 000 и 500 000 случая, със средно 5 000 – 10 000 смъртни случая годишно.
От 2012 г. насам, открития в района на река Мано в Западна Африка разшириха ендемичната зона между двата известни ендемични района на Ласа, което показва, че LASV е по-широко разпространен в екозоната на тропическата гориста савана в Западна Африка. Редица научни разработки целят създаването на ефективна ваксина, но момента няма официално одобрени ваксини срещу LASV за употреба при хора.

## Откриване
През 1969 г. медицинската сестра Лора Уайн се разболява от мистериозна болест, предадена ѝ от пациентка в Ласа, село в щата Борно, Нигерия. След разболяването си, тя е транспортирана до Джос, където почива. Впоследствие още двама също се заразили, единият от които петдесет и две годишната медицинска сестра Лили Пинео, която се грижела за Лора Уайн. Проби от Пинео са изпратени в университета Йейл в Ню Хейвън, където нов вирус, който по-късно ще бъде известен като Lassa mammarenavirus, е изолиран за първи път от Джорди Казалс-Ариет, Соня Бъкли и други. В последствие, Казалс-Ариет се заразява и почти губи живота си, а един от лабораторните техници почива от заразата. Около 1972 г. е установено, че африканският плъх от вида Mastomys natalensis е основният резервоар на вируса в Западна Африка, способен да отделя вирус в урината и изпражненията си, без да проявява видими симптоми.

## Вирусология

### Структура и геном
Lassa вирусите са обвити, едноверижни, бисегментирани, амбисенс РНК вируси. Техният геном се съдържа в два РНК сегмента, които кодират два протеина всеки, по един във всяка посока на разчитане, допринасяйки общо четири вирусни протеина. Големият сегмент кодира малък протеин цинков пръст (Z), който регулира транскрипцията и репликацията и РНК полимеразата (L). Малкият сегмент кодира нуклеопротеина (NP) и повърхностния гликопротеинов прекурсор (GP, известен също като вирусен шип), който е протеолитично разцепен в гликопротеините на обвивката GP1 и GP2, които се свързват с алфа-дистрогликановия рецептор и спомагат за влизането в клетката гостоприемник.
LASV причинява хеморагична треска, която често е съпътствана от симптоми на имунна недостатъчност (immunosuppression). Вирусът се репликира много бързо и демонстрира времеви контрол при репликацията. Първата стъпка на репликация е транскрипция на иРНК копия на генома с отрицателна посока на транскрипция. Това гарантира адекватно снабдяване с вирусни протеини за следващите етапи на репликация, тъй като NP и L протеините се транслират от иРНК. Положителният геном след това прави вирусни комплементарни РНК (vcRNA) копия на себе си. Копията на РНК са шаблон за производство на нови вирусни частици с отрицателна посока на транскрипция, но иРНК също се синтезира от него. мРНК, синтезирана от vcRNA, се транслира, за да направи GP и Z протеините. Този времеви контрол позволява на шиповите протеини да се произвеждат последни и следователно да забавят разпознаването на вируса от имунната система на гостоприемника.
Нуклеотидните изследвания на генома показват, че Lassa има четири щама: три открити в Нигерия и четвърти в Гвинея, Либерия и Сиера Леоне. Нигерийските щамове вероятно са били предци на другите, но е необходима допълнителна работа, за да се потвърди това.

### Рецептори
Lassa mammarenavirus навлиза в клетката гостоприемник посредством рецептора на клетъчната повърхност алфа-дистрогликан (алфа-DG), универсален рецептор за протеини на извънклетъчния матрикс. Той споделя този рецептор с прототипния вирус на аренавирус от Стария свят на лимфоцитен хориоменингит (Lymphocytic_choriomeningitis, LCMV). Рецепторното разпознаване зависи от специфична захарна модификация на алфа-дистрогликан от група гликозилтрансферази, известни като LARGE протеини. Специфични варианти на гените, кодиращи тези протеини, изглежда са под положителна селекция в Западна Африка, където LASV е ендемичен. Алфа-дистрогликанът също се използва като рецептор от аренавирусите от новия свят (Oliveros и Latino вируси). За разлика от това, аренавирусите от Новия свят, които включват важните вируси Machupo, Guanarito, Junin и Sabia в допълнение към непатогенния вирус Amapari, използват рецептора за трансферин 1 . Малка алифатна аминокиселина в GP1 гликопротеин аминокиселинна позиция 260 е необходима за свързване с висок афинитет към алфа-DG. В допълнение, GP1 аминокиселинна позиция 259 също изглежда важна, тъй като всички аренавируси, показващи висок афинитет на алфа-DG свързване, притежават обемна ароматна аминокиселина (тирозин или фенилаланин) в тази позиция.
За разлика от повечето вируси с обвивка, които използват покрити с клатрин вдлъбнатини за навлизане в клетката и се свързват с техните рецептори по рН-зависим начин, Lassa и вирусът на лимфоцитен хориоменингит (LCMV) вместо това използват ендоцитозен път, независим от клатрин, кавеолин, динамин и актин. Веднъж попаднали в клетката, вирусите се доставят бързо до ендозоми чрез везикуларен трафик, макар и такъв, който е до голяма степен независим от малките GTPases Rab5 и Rab7 . При контакт с ендозома рН-зависимо мембранно сливане възниква, медиирано от гликопротеина на обвивката, който при по-ниско рН на ендозома свързва лизозомния протеин LAMP1, което води до мембранно сливане и излизане от ендозома.

### Жизнен цикъл
Жизненият цикъл на Lassa mammarenavirus е подобен на аренавирусите от Стария свят. Lassa mammarenavirus навлиза в клетката чрез рецептор-медиирана ендоцитоза. Все още не е известно кой ендоцитозен път се използва, но поне клетъчното влизане е чувствително към изчерпването на холестерола. Смята се, че интернализацията на вируса е ограничена при изчерпване на холестерола. Рецепторът, използван за навлизане в клетката, е алфа-дистрогликан, силно еволюционно запазен и повсеместно експресиран рецептор на клетъчната повърхност за протеини на извънклетъчния матрикс. Дистрогликанът, който по-късно се разцепва на алфа-дистрогликан и бета-дистрогликан, първоначално се експресира в повечето клетки до зрели тъкани и осигурява молекулярна връзка между ECM и базирания на актин цитоскелет. След като вирусът навлезе в клетката чрез медиирана от алфа-дистрогликан ендоцитоза, средата с ниско рН задейства рН-зависимо мембранно сливане и освобождава RNP (вирусен рибонуклеопротеин) комплекс в цитоплазмата. Вирусната РНК се разопакова и репликацията и транскрипцията започват в цитоплазмата. Когато репликацията започне, S и L РНК геномите синтезират антигеномните S и L РНК, а от антигеномните РНК се синтезират геномни S и L РНК. Както геномните, така и антигеномните РНК са необходими за транскрипция и транслация. S РНК кодира GP и NP (вирусен нуклеокапсиден протеин) протеини, докато L РНК кодира Z и L протеини. L протеинът най-вероятно представлява вирусната РНК-зависима РНК полимераза. Когато клетката е заразена от вируса, L полимеразата се свързва с вирусния RNP и инициира транскрипцията на геномната РНК. 5' и 3' крайните 19 nt вирусни промоторни региони на двата РНК сегмента са необходими за разпознаване и свързване на вирусната полимераза. Първичната транскрипция първо транскрибира иРНК от геномните S и L РНК, които кодират съответно NP и L протеини. Транскрипцията завършва при структурата на стволовата бримка (SL) в рамките на междугеномната област. Аренавирусите използват стратегия за „изтръгване на шапката“, за да получат структурите на капачката от клетъчните иРНК и тя се медиира от ендонуклеазната активност на L полимеразата и активността на свързване на капачката на NP. Антигеномната РНК транскрибира вирусни гени GPC и Z, кодирани в геномна ориентация, съответно от S и L сегменти. Антигеномната РНК също служи като матрица за репликацията. След транслация на GPC, той се модифицира посттранслационно в ендоплазмения ретикулум. GPC се разцепва на GP1 и GP2 на по-късния етап от секреторния път. Съобщава се, че клетъчната протеаза SKI-1/S1P е отговорна за това разцепване. Разцепените гликопротеини се включват в обвивката на вириона, когато вирусът пъпчи и се освобождава от клетъчната мембрана.

## Патогенеза
LASV причинява Ласа треска. Първоначалните симптоми включват грипоподобно заболяване, характеризиращо се с висока температура, обща слабост, кашлица, болки в гърлото, главоболие и стомашно-чревни прояви. По-късните хеморагичните прояви включват съдова пропускливост.
При навлизането на LASV в нов гостоприемник, вирусът заразява почти всяка тъкан в човешкото тяло, започвайки от лигавицата, червата, белите дробове и пикочната система, след което преминава към съдовата система.
Основните цели на вируса са антиген-представящи клетки, главно дендритни клетки и ендотелни клетки. През 2012 г. беше съобщено как нуклеопротеинът (NP) на Lassa mammarenavirus саботира вродената имунна система на гостоприемника. Обикновено, когато патоген навлезе в гостоприемника, вродената защитна система разпознава свързаните с патогена молекулярни модели (PAMP) и активира имунен отговор. Един от механизмите открива двойноверижна РНК (dsRNA), която се синтезира само от вируси с отрицателен смисъл. В цитоплазмата dsRNA рецепторите, като RIG-I (ген I, индуцируем от ретиноева киселина) и MDA-5 (ген 5, свързан с диференциация на меланома), откриват dsRNAs и инициират сигнални пътища, които транслокират IRF-3 (интерферон регулаторен фактор 3) и други транскрипционни фактори към клетъчното ядро. Транслокираните транскрипционни фактори активират експресията на интерферони 𝛂 и 𝛃 и те инициират адаптивен имунитет. NP, кодиран от Lassa mammarenavirus, е от съществено значение за вирусната репликация и транскрипция, но също така потиска вродения IFN отговор на гостоприемника чрез инхибиране на транслокацията на IRF-3. Съобщава се, че NP на Lassa mammarenavirus има екзонуклеазна активност само към dsRNA. екзонуклеазната активност на NP dsRNA противодейства на отговорите на IFN чрез смилане на PAMP, като по този начин позволява на вируса да избегне имунните отговори на гостоприемника.